# 木村秋則
木村 秋則（きむら あきのり、1949年11月8日 - ）は青森県弘前市のリンゴ農家。自然栽培の第一人者であり、11年かけて無農薬・無施肥のリンゴ栽培に成功した。

## 経歴
1949年に青森県中津軽郡岩木町(現弘前市)で三上家の次男として生まれた。青森県立弘前実業高等学校商業科を卒業後、集団就職でトキコ（現日立オートモティブシステムズ）に入社。原価管理課に配属され経理を担当した。
1971年に「農業を手伝ってほしい」と父に説得され帰郷し、リンゴ栽培を中心とした農業に従事する。最初は土地の広い諸外国のような機械による大規模栽培を志し、アメリカ製の大出力トラクターを使ってトウモロコシ栽培を行っていた。1972年に中学校の同窓生と結婚し、リンゴ農家である木村家の婿養子になった。

### 安心して行ける畑を
妻は農薬に弱い体質で、散布するたび体調を崩し寝込んでおり、「妻が安心して畑に行けるようにしたい」と無農薬栽培を始めた。
リンゴの木には葉食性昆虫や果実に穴を空けて入り内部を食害するシンクイガなどの虫が発生するだけでなく、落葉を引き起こす斑点落葉病や褐斑病、果実に黒い病斑ができる黒星病といった病気がある。このため、多種類の殺菌剤や殺虫剤を含む化学合成農薬の利用なしにリンゴの生産はできないと考えられている。
1974年から農薬を減らし始め、品質農薬の散布回数を年10回以上から5回、翌年には3回、翌々年に1回に減らした。収穫量は減ったが農薬代も減ったため、収益は悪くなかった。

### 無農薬栽培への挑戦
1978年から無農薬栽培に挑戦したが、木が衰弱して花は咲かず、葉にびっしりと虫がつき、虫の重さで枝が垂れ下がった。どうにかして農薬を使わずに人が食べるもので虫を駆除できないかと、味噌や焼酎を散布した。何か思いつけばすぐに畑に行き、あらゆる食品を片っ端から散布した。毎日手作業で虫を取ったが効果はなかった。
やがて木は枯れ、収穫量はゼロになった。どんなに苦労を重ねても収入がない状態が10年近くにわたって続き、キャバレーの客引きや出稼ぎで生活費を稼いだ。電気代や水道代を払うのがやっとで、畑の雑草を食べて生活費を切りつめた。数千万円の借金を背負い、「かまどけし(=破産者、愚か者)」と呼ばれて周囲から孤立した。

### 奇跡のリンゴ
1984年の夏、木村は死を決意して、ロープを持って岩木山をさまよった。山中は土の匂いがした。ドングリを見て「なぜ山の木には虫も病気も少ないのか」と思った。根本の土を掘りかえすと崩れるくらいに柔らかい。「この土を再現すれば、りんごが実るのではないか」ーいままで自分の力でリンゴを実らすのだと思っていたが、自然の繋がりの中で多くの生き物が助け合った結果リンゴが実るのだと悟った。
木村は徹底的に自然を観察し、栽培方法を模索した。山の環境に近づけるため、草は刈らずに放置した。リンゴの根の上を重い機械が通ったら痛いだろうと思い、重い農機具を使わなくなった。
最終的に木村を助けたのは、大豆の根粒菌の作用で土作りを行った経験だった。土の中の根張りをよくするため大豆を利用したリンゴの木は年々状態が上向いていった。
1986年にようやくリンゴの花が咲き、果実が2つ実った。収穫したリンゴを一度神棚に置いてから家族全員で食べた。1989年、ついにリンゴの無農薬・無施肥栽培に成功した。木村が確立した無農薬・無施肥でのリンゴ栽培法は、従来不可能とされてきたことであり、弘前大学農学生命科学部の杉山修一
は「恐らく世界で初めてではないか」と評した。

## 技術の普及活動
1993年頃から「環境を脅かさない農法こそが、これからの時代に誇りを持って取り組める農業だ」と考え、自然栽培の普及活動を始めた。
国内外において技術の普及に努めており、農業指導や講演を行っている。

### 日本国内
木村に学び自然栽培を実践する団体が各地に存在する。
青森県のみちのく銀行は2017年に自然栽培を学ぶ農業塾を開講。木村は銀行主催の講座「自然栽培米酒倶楽部」で講師を務め、講座を通じて栽培された酒米(華吹雪)を使った吟醸酒が2020年に発売された。
木村の講演を聞いて、感銘を受けた高橋啓一は2010年にNPO法人岡山県木村式自然栽培実行委員会を設立。木村の指導を受けて自然栽培を研究している。自然栽培による稲作で、2017年度は約1000ヘクタールの田で約4300俵を生産した。

#### 羽咋市
2010年、羽咋市で初めて講演を行った。内容は「農業について」と、本人のUFO体験を交えた「UFOについて」であった。

### 日本国外
2009年に、韓国で無農薬栽培を指導した功績により京畿道名誉市民、聞慶市名誉市民として表彰された。

## 栽培方法
慣行栽培では毎月行う草刈りを4月と9月の年2回に制限し、その間雑草の抑制を行わない。草の背丈が高いと秋に気温が下がっても土が暖かく保たれ、リンゴが赤くならないため、収穫期に草刈りを行う。
過去にダイズを栽培し、刈り草を園外から持ち込むなどの土壌改善を行った。長年にわたり無施肥・化学合成農薬不使用の管理を行ってきた。
化学的に合成された農薬や肥料を一切使わない。害虫の卵が多くなると手で取り除き、病気のまん延予防のため酢を散布する。
2018年時点では収量が10アールあたり2トン程度と
日本の平均収量に近い値を維持しており、優れた品質のリンゴが栽培可能となっている。

### 再現実験
2009年から2015年までの6年間、岩手県立果樹試験場によるリンゴ無施肥・化学合成農薬不使用栽培の再現試験では、病虫害の被害を抑制できず、商業的なリンゴ生産に成功していない。再現できない理由の一つとして、土壌管理が十分に検討されていない点が上げられている。

### 弘前大学の研究チームによる調査
|            | 通常 | 木村                   | 結果 | 考察                                                                 |
| ---------- | ---- | ---------------------- | --- | -------------------------------------------------------------------- |
| 草刈り機   | 乗用 | 手押し                 | - 通常のリンゴ園では、農業機械の乗り入れによって土壌が圧密されていたが、木村のリンゴ園ではなかった。 - 通常のリンゴ園よりも土壌空隙率が高く、トビムシの個体数が増加し、捕食者であるトゲダニの個体数も増加していた。 |                                                                      |
| 農薬散布機 | 乗用 | 不使用                 | - 通常のリンゴ園では、農業機械の乗り入れによって土壌が圧密されていたが、木村のリンゴ園ではなかった。 - 通常のリンゴ園よりも土壌空隙率が高く、トビムシの個体数が増加し、捕食者であるトゲダニの個体数も増加していた。 |                                                                      |
| 殺虫剤     | 使用 | 不使用                 | 木村のリンゴ園では、通常のリンゴ園に比べてササラダニの密度が10倍以上だった。 |                                                                      |
| 殺菌剤     | 使用 | 不使用                 | | 施肥の他に、菌根菌を通して植物にカリウムが供給されていると思われる。 |
| 施肥       |      | なし（過去に土壌改善） | - 森林と通常のリンゴ園に比べて、土壌のカリウム濃度が低かった。 - 化学肥料を使用すると菌根菌感染率が低下するが、無施肥栽培のため低下しなかった。                                                                     | 施肥の他に、菌根菌を通して植物にカリウムが供給されていると思われる。 |
| 草刈り     | 毎月 | 年2回（4月と9月）      | ほぼ通年生息している草本が多く、土壌中に根が多かった。 |                                                                      |

2018年に弘前大学農学部の研究チームは木村のリンゴ園とその隣の慣行栽培を行っているリンゴ園、更にその隣の森林の土壌を調査した。
土壌の理化学性の点からは、木村のリンゴ園の土壌は隣の慣行リンゴ園とその隣の森林の中間の性質を示す。リンとカリウムは木村のリンゴ園が最も少なかった。
木村のリンゴ園は慣行リンゴ園と大きく異なる土壌動物の多様性や個体数密度、土壌微生物の現存量を保持しており、多くの分類群で、森林土壌よりも高い現存量や多様性を示していた。
慣行リンゴ園では、乗用の草刈り機による除草と乗用の農薬散布機の乗り入れによって、土壌が圧密されていたが、木村のリンゴ園では，4月と9月の2回の草刈りは、手押しの草刈り機で行い、乗用の農薬散布機は使用していないため、農業機械による圧密がなく、ほぼ通年生育している草本の根が多かった。草本の現存量が多く、栽培期間のほとんどにわたって存在していることは、土壌中に根が多く、菌根菌の生育にとって良好な条件である。
土壌空隙率は慣行リンゴ園が最も少なく，木村のリンゴ園は森林と慣行リンゴ園の中間であった。土壌空隙が多いことでトビムシの個体数が増加し、捕食者であるトゲダニの個体数を増加させていた。トビムシやササラダニのなかには土壌中の糸状菌を食べるものが多く含まれるため、植物病原菌を捕食することが期待される。
落葉と草本が多く、土壌孔隙が多いことが、土壌生物の多様性と現存量を高めており、天敵密度の増加と栄養塩類の循環が推測された。

## モデルになった作品
2010年、彼の人生にもとづいた舞台『りんご―木村秋則物語―』が上演され、木村秋則を長野博が演じた。演出は栗山民也。
2013年の映画『奇跡のリンゴ』では木村秋則を阿部サダヲ、妻の美栄子を菅野美穂が演じた。
2022年の冬には、『オリジナルミュージカル「りんご」』が東京都の自由劇場で上演された。木村秋則役は屋良朝幸、妻の木村ミチコ役は梅田彩佳で、荻田浩一が演出を務めた。取材会には木村秋則本人も出席し、公開稽古を見た感想を問われると「始まった直後から涙、涙でマスクが涙でぬれてしまって、取り換えた。体中の涙が全部出るほどの感激でした」と答えた。

## その他
- 本人曰く、畑でUFOをよく見かけたことがあり[31][要ページ番号]、宇宙人に拉致されたこともあったという[32]。
- 木村がUFOの中で出会ったという外国人に関するテレビ特番[いつ頃?]の構成作家であった高野誠鮮が、羽咋市農林水産課に転職していた[1]。
- さまざまな害虫や病原菌の生態を記録するため、いつも畑にデジカメを持っていく[14]。記録した虫を図書館で調べ、生態を独学で学んだ[注釈 5][14]。
- 木村のリンゴづくりへの情熱にいたく感動した岩合光昭が、「この話、本にした方がいいですよ」と話した3年後に奇跡のリンゴ(映画)の元となる本が出版されている[33]。
- 石川拓治著『奇跡のリンゴ 「絶対不可能」を覆した農家・木村秋則の記録』を読み感銘を受けたオノ・ヨーコが、自身のサイトで英訳を公開していた[34]。

## 著書
2007年
- 木村秋則『自然栽培ひとすじに―無農薬・無肥料の技と心』創森社、2007年。ISBN 978-488340203-8。OCLC 675549608。

2009年
- 木村秋則『すべては宇宙の采配』東邦出版、2009年。ISBN 978-480940804-5。OCLC 1035905487。
- 木村秋則『リンゴが教えてくれたこと』46号、日本経済新聞出版社〈日経プレミアシリーズ〉、2009年。ISBN 978-453226046-0。OCLC 676613970。

2010年
- 木村秋則『「お役に立つ」生き方 ~10の講演会から~』東邦出版、2010年。ISBN 978-4809408984。OCLC 743338716。
- 木村秋則『木村秋則と自然栽培の世界:無肥料・無農薬でここまでできる』日本経済新聞出版社、2010年。ISBN 978-453216749-3。OCLC 703489994。
- 木村秋則『あなたの人生に「奇跡のリンゴ」をつくる本』小学館、2010年。ISBN 978-409366542-1。OCLC 703361936。
- 木村秋則『リンゴの絆 "奇跡"を支えた真実の人間ドラマ』主婦と生活社、2010年。ISBN 978-439113864-1。OCLC 703325047。

2011年
- 木村秋則『奇跡を起こす 見えないものを見る力』扶桑社、2011年10月25日。ISBN 978-4594064860。OCLC 754711224。

2012年
- 木村秋則『百姓が地球を救う : NATURAL FARMING AK METHOD : 安心安全な食へ"農業ルネサンス"』東邦出版、2012年。ISBN 978-4809410123。OCLC 816890064。

2013年
- 木村秋則『ソウルメイト : 奇跡を支えた魂の絆』扶桑社、2013年。ISBN 9784594068325。OCLC 853294216。
- 木村秋則、荒了寬『リンゴの心』佼成出版社、2013年。ISBN 9784333026036。OCLC 853291620。

2014年
- 木村秋則『木村秋則語錄36選 : バカになればいい』ハミングバード、2014年6月。OCLC 962552849。
- 木村秋則、宇城憲治『農業再生人間再生 : 大切にしたい目に見えないもの』どう出版、2014年12月。ISBN 9784904464595。OCLC 900470643。
- 木村秋則、鍵山秀三郎『目に見えないけれど, 人生でいちばん大切なこと』PHP研究所、2014年。ISBN 9784569817088。OCLC 875903022。
- 木村秋則、ムラキテルミ『地球に生きるあなたの使命』ロングセラーズ、2014年6月28日。ISBN 9784845423248。OCLC 885404451。

2015年
- 木村秋則『「心」が変われば地球は変わる』扶桑社、2015年。ISBN 9784594073503。OCLC 930358346。[注釈 6]
- 木村秋則、石川拓治『土の学校』幻冬舎、2015年。ISBN 9784344424166。OCLC 935452729。
- 木村秋則、横山拓彦、杉山修一『わたしの畑の小さな世界 = Pretty World of the Natural Farming : 「奇跡のリンゴ園」の宝もの』エスプレス・メディア出版、2015年。ISBN 9784864931588。OCLC 920482529。

2016年
- 木村秋則、高野誠鮮『日本農業再生論「自然栽培」革命で日本は世界一になる!』講談社、2016年。ISBN 978-4062203548。OCLC 969833508。

2017年
- 木村秋則『大切な人を早死にさせない食』東邦出版、2017年。ISBN 9784809415142。OCLC 1012741766。[注釈 7]
- 木村秋則『リンゴの花が咲いたあと』日本経済新聞出版社、2017年。ISBN 9784532263638。OCLC 1020713587。

2018年
- 木村秋則、木村将人『時代を拓く = Create a new era : 津軽弁本氣対談録』高木書房、2018年。ISBN 9784884718107。OCLC 1065375610。

## 関連書籍
- 杉山修一『すごい畑のすごい土 無農薬・無肥料・自然栽培の生態学』幻冬舎、2013年。ISBN 978-4344983069。OCLC 875888387。
- 小原田泰久『木村さんのリンゴ 奇跡のひみつ』学習研究社〈ムー・スーパー・ミステリー・ブックス〉、2010年。ISBN 978-405404449-4。OCLC 703329334。
- 石川拓治『奇跡のリンゴ―「絶対不可能」を覆した農家・木村秋則の記録』NHK「プロフェッショナル仕事の流儀」制作班監修、幻冬舎、2008年。ISBN 978-434401544-9。OCLC 676663472。
- 茂木健一郎、NHK「プロフェッショナル」制作班 編『木村秋則 りんご農家 りんごは愛で育てる』NHK出版〈プロフェッショナル 仕事の流儀〉、2013年。
  - 木村秋則; 茂木健一郎; 住吉美紀; 橋本さとし; 日本放送出版協会『りんごは愛で育てる・農家木村秋則の仕事』（DVD）NHKエンタープライズ、2007年。OCLC 836148766。